# اولکساندره نروش
اولکساندره نروش (انگلیسی: Olexandr Nerush؛ زادهٔ ۱۷ ژانویهٔ ۱۹۸۳) بازیکن بسکتبال اهل اوکراین است.